# Fopius kotenkoi
Fopius kotenkoi är en stekelart som beskrevs av Vladimir Ivanovich Tobias 2000. Fopius kotenkoi ingår i släktet Fopius och familjen bracksteklar. Inga underarter finns listade i Catalogue of Life.